# Saint-Étienne-de-Beauharnois
Pour les articles homonymes, voir Saint-Étienne et Beauharnois.
Saint-Étienne-de-Beauharnois est une municipalité rurale de la municipalité régionale de comté (MRC) de Beauharnois-Salaberry au Québec (Canada), située dans la région du Suroît dans la région administrative de la Montérégie.

## Histoire

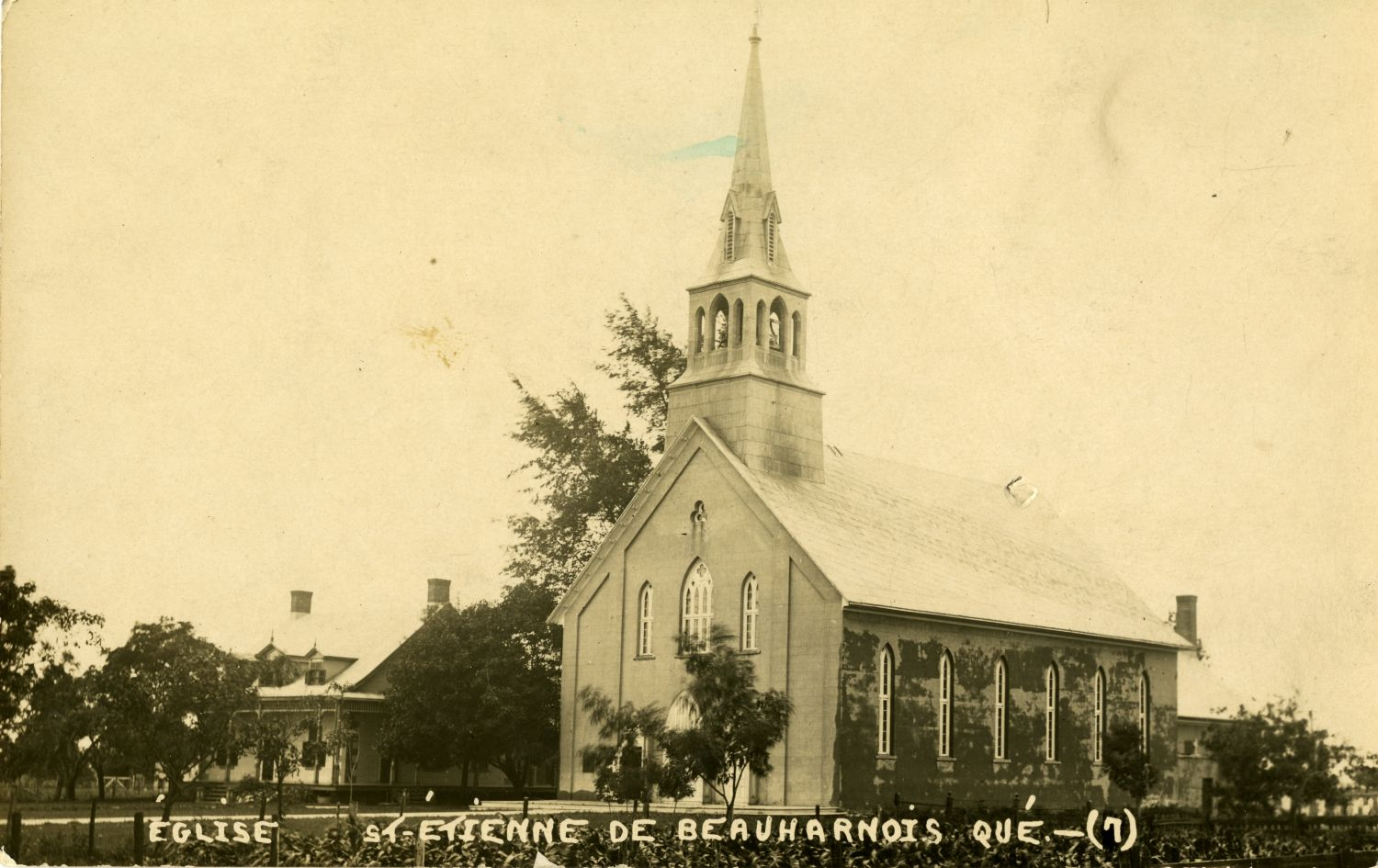
Église de Saint-Étienne de Beauharnois vers 1910, toujours en place au tournant des années 2020.

Le bureau de poste de Saint-Étienne-de-Beauharnois ouvre en 1865 alors que la municipalité du même nom est établie en 1867. Ce toponyme honore Étienne, premier martyr de l'église chrétienne, ainsi que Charles de La Boische, marquis de Beauharnois et gouverneur de la Nouvelle-France. La paroisse catholique de Saint-Étienne, détachée des paroisses de Saint-Clément de Beauharnois et de Saint-Louis-de-Gonzague, est érigée en 1869. La municipalité adopte officiellement le gentilé Stéphanois en 1984.

## Géographie
Saint-Étienne-de-Beauharnois se situe sur la rive sud du canal de Beauharnois que son territoire touche à peine.  Le territoire couvre une superficie de 41,45 km2 dont 40,98 km2 sont terrestres. Le relief est plat, Beauharnois étant située dans les basses-terres du Saint-Laurent.
Saint-Étienne-de-Beauharnois se trouve dans les basses-terres du Saint-Laurent. Le relief est plat. Le village est situé à une altitude d'environ 41 mètres, le point le plus haut est à la limite sud (47 mètres) alors que la rive de la Saint-Louis est à environ 39 mètres. La municipalité est arrosée du nord au sud par la rivière Saint-Louis. Le village se marie aux méandres de la rivière. La rivière est alimentée par plusieurs affluents comme les ruisseaux Saint-Laurent, Jos-Montpetit et Jean-Baptiste Vinet.

### Municipalités limitrophes
Elle s'insère entre Beauharnois au nord, Sainte-Martine à l'est, Très-Saint-Sacrement (Haut-Saint-Laurent), Saint-Louis-de-Gonzague à l'ouest. Salaberry-de-Valleyfield se trouve au nord-ouest, sur la rive nord du canal de Beauharnois.

## Démographie
Au recensement de 2016, Saint-Étienne-de-Beauharnois compte 831 habitants, dénommés Stéphanois. La population connaît une hausse de 25 personnes ( 3,1 %) entre 2011 et 2016. La densité brute de la population est de 20,4 habitants/km2 pour l'ensemble de la municipalité. Le parc résidentiel s'élève à 346 logements privés, dont 331 sont occupés par des résidents habituels. La population locale semble fluctuante à long terme, depuis 1991. La population augmente de façon marquée entre 2016 et 2021, soit de 233 personnes, pour atteindre un total de 1 064 habitants.
| 1991 | 1996 | 2001 | 2006 | 2011 | 2016 | 2021  |
| ---- | ---- | ---- | ---- | ---- | ---- | ----- |
| 811  | 799  | 774  | 774  | 806  | 831  | 1 099 |

La population de Saint-Étienne-de-Beauharnois est relativement jeune, l'âge médian de 38,9 ans étant moindre que dans la municipalité régionale de comté (MRC) de Beauharnois-Salaberry (46,5 ans), en Montérégie (42,8 ans) ou au Québec (42,5 ans). La tranche d'âge la plus nombreuse correspond aux gens dans la quarantaine,.

## Administration

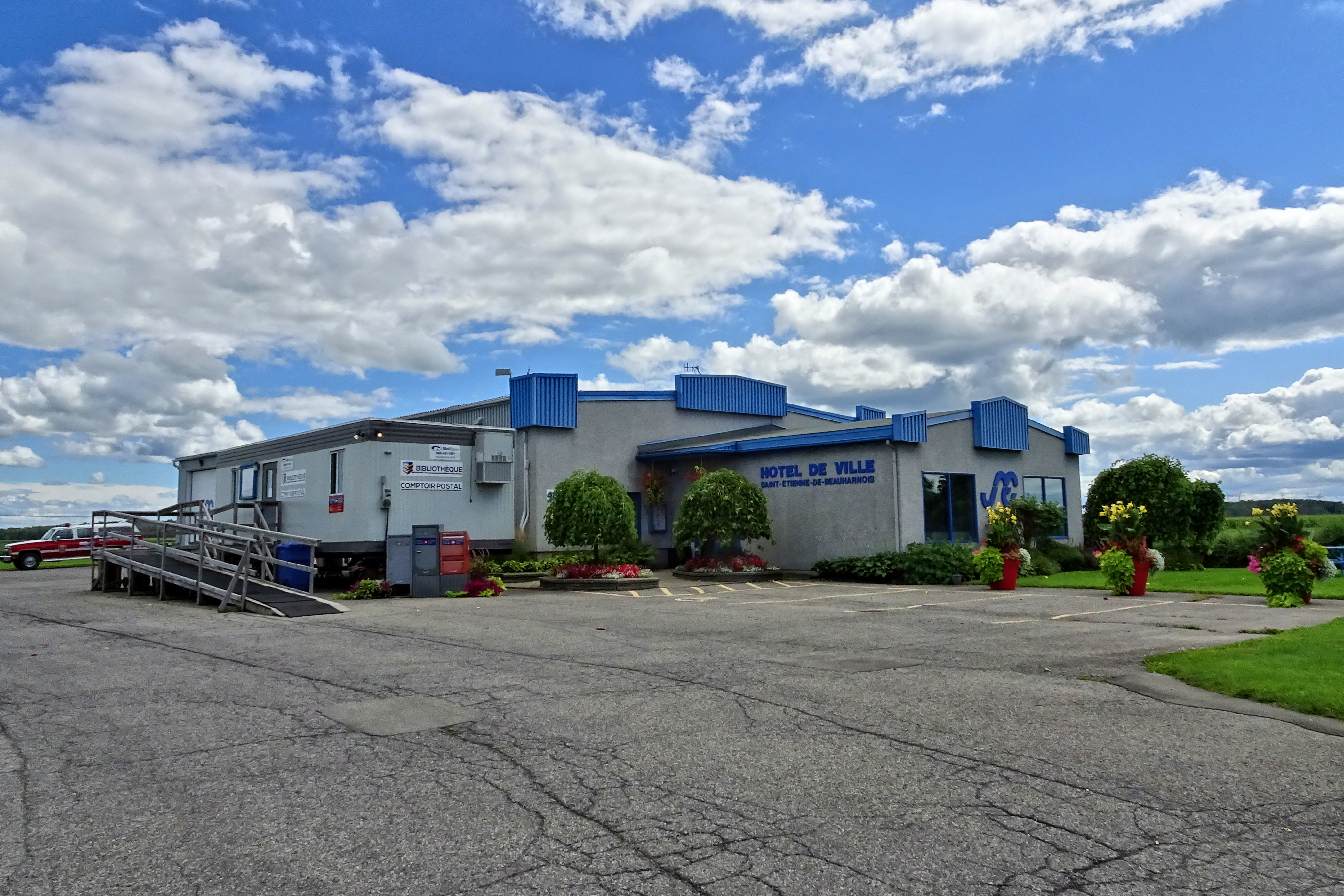
Mairie de Saint-Étienne-de-Beauharnois.

Le conseil municipal comprend le maire et six conseillers. Les élections municipales ont lieu tous les quatre ans en bloc et sans division territoriale. le maire actuel (2021) est Martin Dumaresq. À l'élection de 2013, l'ensemble du conseil est élu sans opposition.
| | 2005-2009                                                                                                   | 2009-2013 | 2013-2017 | 2021-2025                                                                                 |
| --- | --- | --- | --- | ----------------------------------------------------------------------------------------- |
| Taux de participation | 79 % | 69,7 % | ... |                                                                                           |
| Maire | Gaétan Ménard                                                                                               | Louis Pouliot* (60,9 %) Gaétan Ménard** | Gaétan Ménard (a) | Martin Dumaresq                                                                           |
| Conseillers | Martin Dumaresq Sylvain Dumouchel Jacques Giroux Charles Olivier Montpetit Mario Montpetit Roger Normandeau | Martin Dumaresq (a) Lise Faubert Vinet (a) Guy Gendron* (53,1 %) Guy Lemieux (57,6 %) Michel Mercier (a) Lisette Montpetit** Mario Montpetit (a) | Benjamin Bourcier** Martin Couillard (a) Martin Dumaresq (a) Jacques Giroux (a) Guy Lemieux (a) Michel Mercier* (a) Lisette Montpetit (a) | Martin Couillard Benjamin Bourcier Guy Gendron Jacques Giroux Guy Lemieux Mathieu Mercier |
| (Entre parenthèses) Proportion des voix. (a) Élu sans opposition. * Élu au début du terme mais ayant quitté avant la fin du terme. ** Non élu au début du terme mais en cours de terme. | | | |                                                                                           |

| Saint-Étienne-de-Beauharnois Maires depuis 2001                                                                      |                   |         |          |
| Élection | Maire             | Qualité | Résultat |
| 2001 | Gaétan Ménard     |         | Voir     |
| 2005 | Gaétan Ménard     | Voir    |          |
| 2009 | Louis Pouliot     |         | Voir     |
| n/d | Gaétan Ménard (2) |         | Voir     |
| 2013 | Gaétan Ménard (2) | Voir    |          |
| 2017 | Gaétan Ménard (2) | Voir    |          |
| 2021 | Martin Dumaresq   |         | Voir     |
| Élection partielle en italique Depuis 2005, les élections sont simultanées dans toutes les municipalités québécoises |                   |         |          |

Au niveau supra-local et régional, Saint-Étienne-de-Beauharnois est rattaché à la MRC de Beauharnois-Salaberry. La population locale est représentée à l'Assemblée nationale du Québec au sein de la circonscription québécoise de Beauharnois et à la Chambre des communes du Canada par la circonscription électorale fédérale de Salaberry—Suroît et, auparavant avant les élections fédérales canadiennes de 2015, dans la circonscription de Beauharnois-Salaberry.

## Urbanisme
Une grande partie de la superficie de la municipalité est réservée aux champs et pâturages. La quasi-totalité des logements sont des maisons individuelles non attenantes et sont presque entièrement habités par des occupants permanents.
Le principal axe routier est le chemin Saint-Louis, tronçon de la route 236, qui longe la rivière Saint-Louis sur sa rive droite et relie le village à Saint-Louis-de-Gonzague à l'ouest et Beauharnois au nord. Le chemin de la Rivière longe la rivière Saint-Louis sur la rive gauche et relie le village aux deux mêmes collectivités voisines. Un pont franchit la rivière Saint-Louis reliant les deux parties du village et les deux chemins principaux. Le territoire agricole au sud de la rivière Saint-Louis est découpé par trois rangs : les rangs du 10, du 20 et le rang Saint-Laurent. Le rang du Dix relie le village à Très-Saint-Sacrement et Howick au sud.

## Économie
La principale industrie de la municipalité est l'agriculture.

## Culture
Le vignoble J. O. Montpetit et fils, créé en 1999, produit des vins rouges, rosés et blancs, et de vins de glace. Il est le vignoble le plus important en Montérégie et le septième vignoble le plus important au Québec quant à la superficie.

## Société
Le Festival Stéphanois marque un temps de réjouissance dans la vie rurale de la collectivité.

## Personnalités
- Jeanne Brault (1923-2012), première mécanicienne du Canada.